# 코스믹보이
코스믹보이(본명: 이재준, 1993년 3월 19일 ~)는 우주비행 소속의 대한민국의 힙합 프로듀서이다.

## 앨범

### Cosmic Boy

#### Can I Cosmic
|                 |                                                                  |                          |                                           |            |
| Can I Cosmic    |                                                                  |                          |                                           |            |
| 트랙            | 곡명                                                             | 작곡                     | 작사                                      | 편곡       |
| 01              | 동서남북 (Feat. 최엘비, OLNL, Kid Milli, 기리보이, 한요한)타이틀 | 코스믹보이, OLNL         | 최엘비, OLNL, Kid Milli, 기리보이, 한요한 | 코스믹보이 |
| 02              | Fxxk The Police (Feat. NO:EL, OLNL)                              | 코스믹보이, OLNL         | NO:EL, OLNL                               | 코스믹보이 |
| 03              | Wishlist (Feat. 죠지)                                            | 코스믹보이, 죠지, 윤성호 | 죠지                                      | 코스믹보이 |
| 04              | Taxi (Feat. THAMA, 스윙스)                                       | 코스믹보이, THAMA        | THAMA, 스윙스                             | 코스믹보이 |
| 2018.04.23 발매 |                                                                  |                          |                                           |            |

#### Can I Love?
|                 |                                                      |                                |                             |                       |
| Can I Love ?    |                                                      |                                |                             |                       |
| 트랙            | 곡명                                                 | 작곡                           | 작사                        | 편곡                  |
| 01              | Love (Feat. Fisher)                                  | 코스믹보이, Fisherman          | -                           | 코스믹보이, Fisherman |
| 02              | Can I Love ? (Feat. 유라(youra), Meego)타이틀        | 코스믹보이, 유라(youra), Meego | 유라(youra), Meego          | 코스믹보이            |
| 03              | About Time (Feat. 기리보이, THAMA)                   | 코스믹보이, THAMA              | THAMA, 기리보이             | 코스믹보이            |
| 04              | 주입식 교육 (Feat. 죠지, 최엘비, Coogie)타이틀       | 코스믹보이, 쿠기, 죠지         | 쿠기, 죠지, 최엘비          | 코스믹보이            |
| 05              | 내가 싫어하는 생각들과 닮아가는 중 (Feat. OLNL)      | 코스믹보이, OLNL, Zody         | OLNL                        | 코스믹보이            |
| 06              | 내가 결혼하면 축가는 이 노래 (Feat. areyouchildish)  | 코스믹보이, OLNL               | OLNL                        | 코스믹보이            |
| 07              | What's your (Feat. areyouchildish)                   | 코스믹보이, OLNL               | OLNL                        | 코스믹보이            |
| 08              | 무인도 (Feat. Sampling)                              | 코스믹보이                     | -                           | 코스믹보이            |
| 09              | (Bonus) 소화불량 (Feat. Kid Milli, 최엘비, 카더가든) | 코스믹보이, 카더가든           | Kid Milli, 최엘비, 카더가든 | 코스믹보이            |
| 2019.02.18 발매 |                                                      |                                |                             |                       |

### areyouchildish

#### 회전목마
|                 |                |                  |      |            |
| 회전목마        |                |                  |      |            |
| 트랙            | 곡명           | 작곡             | 작사 | 편곡       |
| 01              | 회전목마타이틀 | 코스믹보이, OLNL | OLNL | 코스믹보이 |
| 2018.07.12 발매 |                |                  |      |            |

## 참여 앨범
- 헤이즈 - 얼고있어
- 죠지 - camping everywhere
- 기리보이 - 우린 왜 힘들까 (Feat. Jclef)
- 기리보이 - 예술
- 기리보이 - 미안 (Feat. OLNL)
- 기리보이 - 평화 (Feat. Crush, 최엘비) (Prod. Cosmic Boy)
- 최엘비 - 기리보이
- 최엘비 - 개미 (Feat. Jclef)
- OLNL - Error (Prod. Cosmic Boy)
- Jus2 - Focus On Me
- Lym En - Yes I need (Feat. jeebanoff)
- Kid Milli - Outro (Feat. 기리보이)
- OLNL - 브레이킹배드 (Feat. 기리보이) (Prod. Cosmic Boy, 기리보이)
- SOMA(가수) - Boogeyman (Feat. OLNL)
- 한요한 - 초사이언 (Feat. 블랙넛)